# كارلوس ميلينديز
كارلوس ميلينديز (بالإنجليزية: Carlos Meléndez)‏ هو مغني أمريكي، ولد في 10 أبريل 1965.